# Plotos proužkatý
Plotos proužkatý (Plotosus lineatus) je mořská ryba z řádu sumců.
Má protáhlé tělo dorůstající maximální délky 32 cm. Je šedočerně zbarvený s podélnými bílými pruhy, které se s věkem postupně ztrácejí. Ústa jsou vroubena osmi hmatovými vousky, na čenichu se nachází Lorenziniho ampule. Paprsky hřbetních a prsních ploutví jsou opatřeny jedovou žlázou, která může způsobit člověku bolestivá zranění a ve výjimečných případech i smrt. V zadní části těla splývají ploutve v celistvý lem jako u úhořů. Plotos se živí korýši, měkkýši a menšími rybkami. Je vejcorodý, vajíčka klade do jamek v písku. Mladší jedinci se zdržují v početných hejnech tvaru koule, ve stáří se z nich stávají samotáři.
Obývá korálové útesy v oblasti Indo-Pacifiku do hloubky 50 metrů, vplouvá také do ústí tropických řek. V důsledku lessepsovské migrace se rozšířil i do Středozemního moře. Patří k oblíbeným akvarijním rybám.

## Galerie

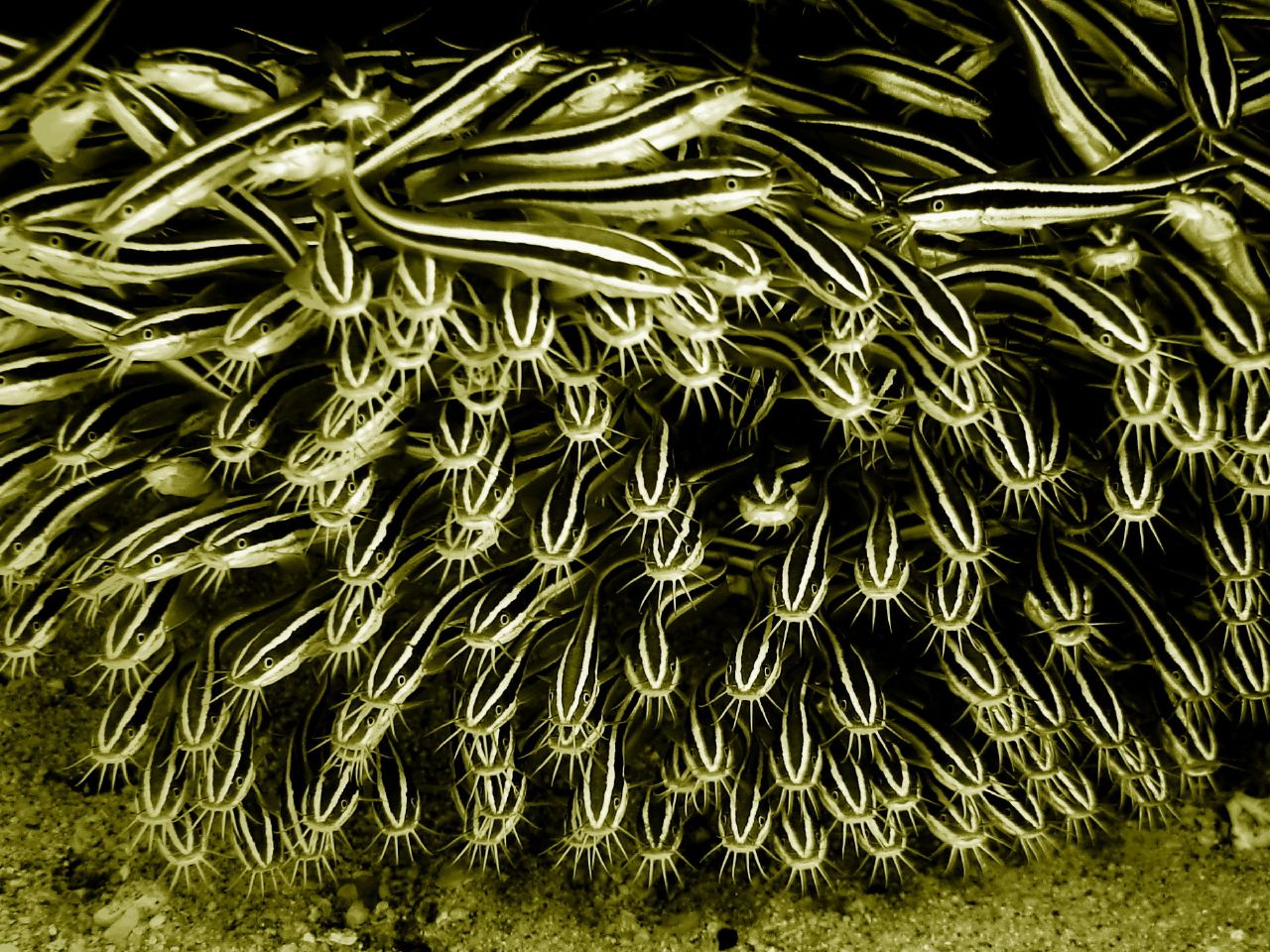
Hejno
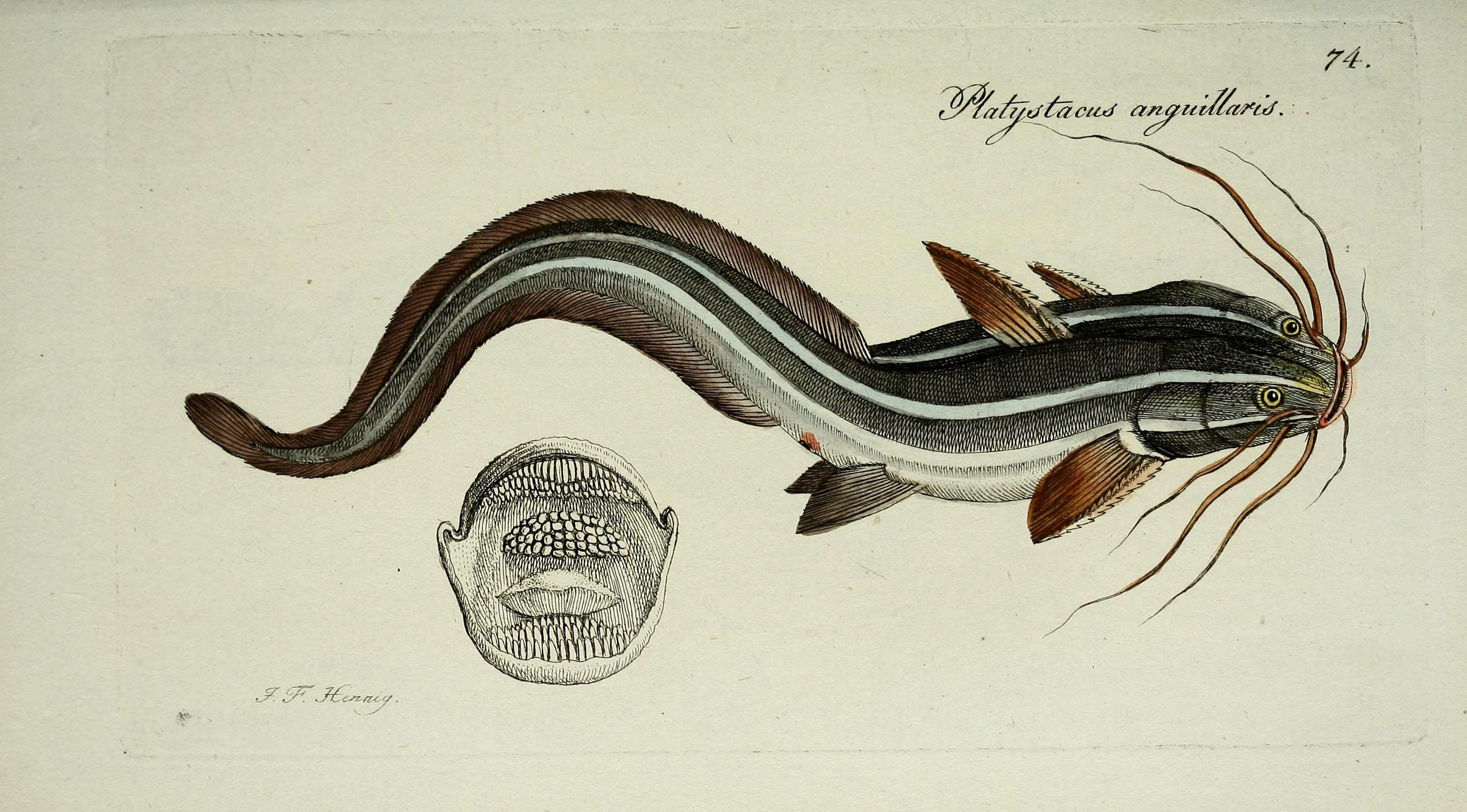
Kresba
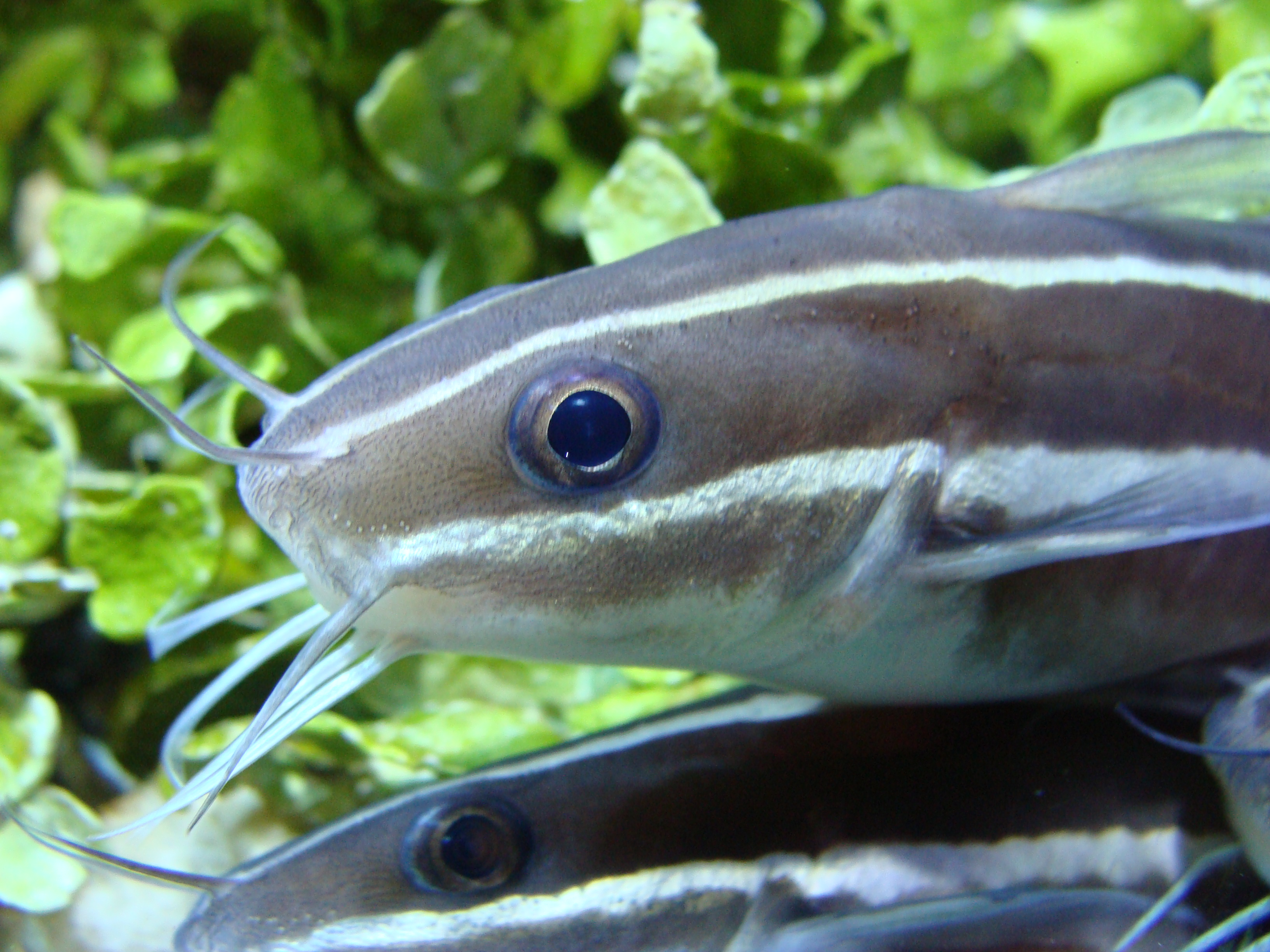
Detail hlavy